# 誰かが見ている (宮西真冬)
『誰かが見ている』（だれかがみている）は、日本の小説家宮西真冬による推理小説。
第52回メフィスト賞受賞作。2017年4月13日に講談社より単行本が刊行された。装幀は名久井直子、装画はagoeraによる。著者の宮西は「この作品は、女性たちの葛藤の物語である」「『誰にだって弱いところはある。完璧な人なんていない。それでいいよね』と言いたくて書いたのが本作である」と語っている。

## あらすじ
スーパーでパートとして働く主婦の千夏子は、ブログで賞賛されたいがために、実生活とはかけ離れた〈幸せでおしゃれな育児生活〉を書くことをやめることができないでいる。アパレル店の店長をしている結子は、新婚であるのに5歳年下の夫とのセックスレスに悩んでいた。保育士の春花は、仕事上のストレスで過食になり、恋人と結婚することだけに救いを求めている。主婦の柚季は、立派なタワーマンションに住み、円満な家庭を築いているようだった。4人は、様々な形で他の誰かとつながっていたが、あるとき、思わぬ事件が起こる。

## 主な登場人物
榎本千夏子（えのもと ちかこ）
主婦。
宇多野結子（うたの ゆいこ）
アパレル店店長。
若月春花（わかつき はるか）
保育士。
高木柚季（たかぎ ゆずき）
主婦。

## 書評
文芸評論家の大矢博子は、「ラストで瞠目した。これは決してイヤミスではない。むしろ救済の物語である。それがいちばんの衝撃だった。吸引力抜群のサスペンスの果てに待ち受ける、怒涛のクライマックスに胸が震えた」と評している。文芸評論家の細谷正充は、「物語の後半がすごい。第4章の終盤からサプライズのつるべ打ちで読者を翻弄しながら、イヤミスとしては予想外の場所に着地する。これこそが最大の企みだったかと感心した」と評している。